# (23615) 1996 FK12
(23615) 1996 FK12 est un objet de la ceinture principale d'astéroïdes intérieure de 3,536 km de diamètre découvert en 1996.

## Description
(23615) 1996 FK12 a été découvert le 28 mars 1996 à l'observatoire de Siding Spring, situé près de Coonabarabran, en Nouvelle-Galles du Sud, en Australie, par Robert H. McNaught.

### Caractéristiques orbitales
L'orbite de cet astéroïde est caractérisée par un demi-grand axe de 1,96 UA, un périhélie de 1,76 UA, une excentricité de 0,10 et une inclinaison de 22,68° par rapport à l'écliptique. Du fait de ces caractéristiques, à savoir un demi-grand axe inférieur à 2 UA et un périhélie supérieur à 1,666 UA, il est classé, selon la JPL Small-Body Database, objet de la ceinture principale d'astéroïdes intérieure.

### Caractéristiques physiques
(23615) 1996 FK12 a une magnitude absolue (H) de 14,6 et un albédo estimé à 0,224, ce qui permet de calculer un diamètre de 3,536 km. Ces résultats ont été obtenus grâce aux observations du Wide-Field Infrared Survey Explorer (WISE), un télescope spatial américain mis en orbite en 2009 et observant l'ensemble du ciel dans l'infrarouge, et publiés en 2012 dans un article présentant les résultats concernant 13 511 astéroïdes de la ceinture principale.